# Daleki istok Rusije
Daleki istok Rusije ili Ruski daleki istok (rus. Да́льний Восто́к России) područje je na istoku Rusije koje je najudaljenije od Moskve. Ono se poklapa s Dalekoistočnim okrugom Ruske Federacije. Zemljopisno, povijesno i po pravcu migracija, to područje često se zove i Zabajkalje.

## Odlike
- Površina područja — 6.169.300 km² (oko 36% područja Ruske Federacije).
- Broj stanovnika — 6,5 milijuna ljudi (oko 4,7% stanovništva Ruske Federacije).

Daleki istok Rusije pretežno je planinski prostor koji se proteže od Čukotskog poluotoka na sjeveru do državne granice s Sjevernom Korejom, Japanom i Kinom. Obuhvaća i otok Sahalin, Kurilske otoke i druge otoke.

### Priroda
Priroda Dalekog istoka veoma je raznovrsna. Krajnji sjever je cijele godine pod snježnim pokrivačem, dok su najjužniji dijelovi pokriveni suptropskim šumama. Riječna mreža je gusta, a najveća rijeka je Amur.

### Klima
Primorski položaj ublažava klimu Dalekog istoka i smanjuje razlike između sjevera i juga. Klima ima monsunske odlike: većina padalina stiže s ljetnim pljuskovima. Kamčatku i Kurilsko otočje potresaju česti zemljotresi i vulkanske erupcije.

### Prirodna bogatstva
Sjeverna granična mora Tihog oceana su bogata ribom. Šume daju obilje kvalitetnog drveta. Zlata ima na Kamčatki i po pritokama Amura, a ugljena, nafte i prirodnog plin na Sahalinu.

## Vanjske poveznice
- Daleki istok Rusije[neaktivna poveznica]